# Вељко Атанацковић
Вељко Атанацковић (Дарда, 29. јануар 1920 — Осијек, 1. април 2002) био је српски педагог. Објавио је преко 20 стручних и научних радова и својим педагошким радом дао значајан допринос стручном уздизању просветних радника.
Завршио је једногодишњи Наставнички курс у Новом Саду и Филозофски факултет у Београду. Своју педагошку делатност започео је као наставник у Нижој гимназији у Оџацима, затим прелази на Нижу гимназију у Бели Манастир. Године 1952. именован је за директора Седмогодишње школе у Дарди. Након тога 1960. одлази на дужност професора педагошке скупине предмета у Учитељску школу у Осијеку. Из Учитељске школе одлази за предавача на Педагошку академију Осијек, а 1966. именован је на дужност просветног саветника у Заводу за унапређивање основног образовања у Осијеку. Радио је у друштвено-политичким и културно-уметничким организацијама и добио бројна признања. Основао је Ученичку задругу у Седмогодишњој школи у Дарди чији су успеси и резултати рада били познати у тадашњој Хрватској.

## Књиге
- Вељко Атанацковић, Ненад Милеуснић, Бранко Ратковчић, Борис Шаротар - картограф : "Осијек и околни крајеви : приручник за ученике". Загреб : Школска књига, 11. издања: 1976, ?, ?, 1982, 1983, 1984, 1985, 1986, 1988, 1989, 1990.
- Атанацковић Вељко, Ненад Милеуснић, Бранко Ратковчић, Борис Шаротар - картограф, József Pálinkás - преводилац : "Eszék és tájai : tanulók kézikönyve". Загреб : Школска књига, Eszék : Horvátországi magyarok szövetség, 1981. (превод књиге „Осијек и околни крајеви : приручник за ученике")
- Вељко Атанацковић: Школе Беља. Бели Манастир : Повијесно друштво Барање Бели Манастир, 1987.